# Marouan Kechrid
Marouan Kechrid (2 de junho de 1981) é um basquetebolista profissional franco-tunisiano.

## Carreira
Marouan Kechrid integrou a Seleção Tunisiana de Basquetebol, em Londres 2012, que terminou na décima-primeira colocação.

## Títulos
Seleção Tunisiana
- AfroBasket de 2011